# ماندانداولا
ماندانداولا (به لاتین: Mandandawela) یک منطقهٔ مسکونی در سری‌لانکا است که در ناحیه متاله واقع شده‌است.